# ピンポン録音
ピンポン録音とは、マルチトラック・レコーダーやその他レコーディング・デバイスを用いたレコーディング・セッションにおける録音作業方法の1つ。録音可能トラック数が足りない時などにボーカルや演奏などの音声信号を録音した複数のトラックから同一のテープ上あるいはセッション内の空きトラックに、いくつかのトラックからの選択された音声信号を特定の音源毎にミキシングされた状態で録音する手法の事 。「リダクション・ミックス」または「バウンス」作業の中で行われる録音方法でもある。1台のレコーダー内の複数トラックに録音された、音声信号（あるいは、そのデータ）がトラック間を卓球のように行き来することから、ピンポンと名付けられたともいわれている。

## 概要と説明

### ピンポン
多重録音で、２つ以上のチャンネルの音を１つにする作業（「たった1人のフルバンド　YMOとシンセサイザーの秘密」松武秀樹、勁文社、1981年、p219）。マルチトラック・レコーダーと呼ばれる多重録音専用の録音機器やハードディスク・レコーダーなどの録音用デバイスを用いて同一機材の中で行うトラック整理作業の一種。特に2インチ・アナログ・マルチトラック・レコーダーでの録音時に多用されてきた手法であり、複雑に入り組んだピンポン作業での最も有名な例としては、イギリスのロック・バンド、クイーンの50年前の1975年のアルバム『オペラ座の夜（A Night at the Opera）』に収録されている「ボヘミアン・ラプソディ（Bohemian Rhapsody）」などが挙げられる。
一般的にはピンポン作業はごく数回、アルバム単位などの曲数でも数曲において使用される録音方法だが、最近ではハードディスク・レコーダーの普及に伴い、実質的な制約トラック数が96〜128トラックなどと数多いトラック数が用意できるようになってきたため、あまり使用されなくなってきた手法でもある。

### リダクション・ミックス
ピンポンのように同一機材の中でトラック間を利用して行う作業とは異なり、基本となる元の録音素材または録音テイクから、その先に必要となるオーバー・ダビングを可能にするためにトラックを整理する方法だが、もう１台別のレコーダーを用意して行うところが異なってくる。ビートルズが行っていた内容を例にすると、デビュー初期の2トラック・レコーダーを使用していた時期には、オーバー・ダビング直前までに録音されていたベーシック・トラックやボーカル及びバッキング・ボーカルなどを最終ミキシング同様の作業まで行い、まとめ先となる別のレコーダーに録音しながら、タンバリンやボーカルなどのオーバー・ダビング成分を一緒に録音するという方法であったり、複数のテイクからオリジナル・テープにハサミを入れての編集ではなく、まとめ先となる別のレコーダーへ別テイクとして再生及び録音しながら音質補正や音色等価作業及びミス・トーンや不要なノイズ除去を行う作業など、場面毎に作業内容は若干異なっている。中期以降の4トラック・レコーダーを複数台使用しているときにはピンポン作業とリダクション作業が区分け無く行われていたために数多くのリダクション・ミックス作業が行われ、2台のレコーダーを同期運転させながらピンポン及びリダクションも行っていたため、1967年のアルバム『サージェント・ペパーズ・ロンリー・ハーツ・クラブ・バンド』や、それ以降8トラック・レコーダーが導入されるまでの期間には複数のオーバー・ダビング作業を可能とした音数の多い作品が制作されている。

### バウンス
内容としてはピンポンと同じ意図で同様の作業が行われているが、DAWなどを用いたレコーディング作業の場合、ピンポンとは呼ばずにバウンスと呼ばれる事がある。DAW使用で最終ミックスをミキシング・データから演算されたオーディオ・ファイルとして書き出す際に、その作業名としてバウンスという表現が一般的であり、ミックス全体を書き出す場合と任意のトラックを書き出す場合の両方の工程としてバウンスという名称が使われている。

## 実際の手法など

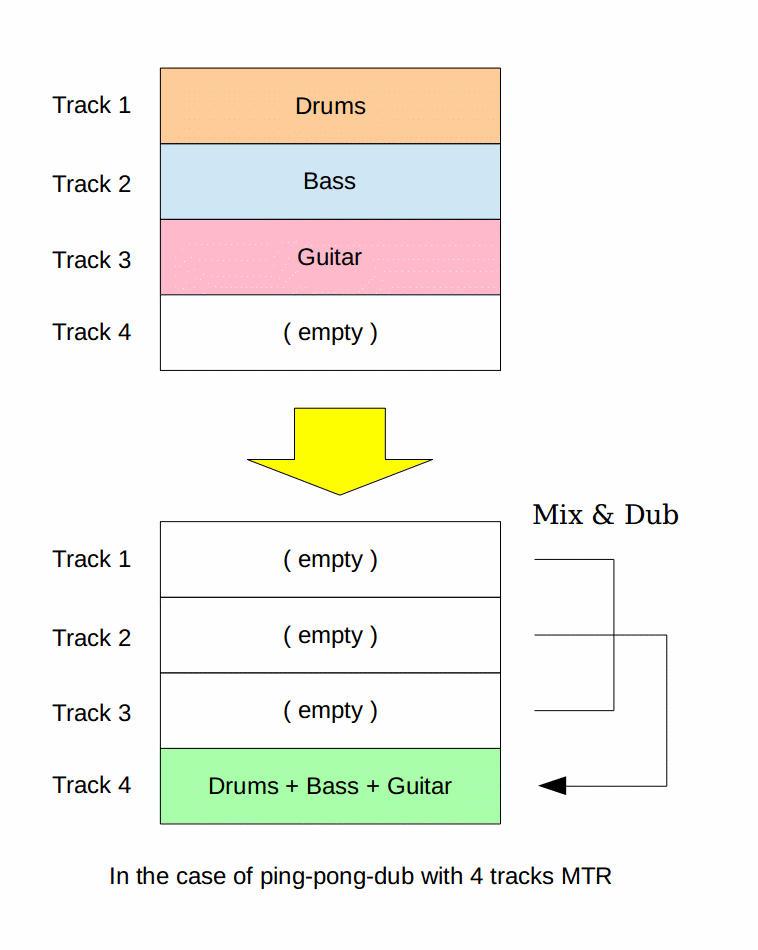
4トラックMTRで行なうピンポン録音のイメージ

ピンポンさせたい複数トラックが最終ミックス時に1点から聴こえるモノラル定位で良い場合には、トラックのまとめ先は1トラック（=モノラル）となり、最終ミックス時にステレオ定位させたい場合には2トラック（=ステレオ）必要となる。ステレオ定位させる為のピンポンの場合には、パン・ポットで各々のトラックを定位させたり、ステレオ・エフェクターなどでステレオ音像を加算するなどする場合がある。
作業の際に、トラッキングされたままの素材をバランスだけ取りピンポン先へ録音する場合もあるが、EQやコンプレッサー/リミッターなどを用いて音色を調整したり、リバーブレーターやディレイなどを掛け録りするなど、最終ミキシング時に行う作業と同様のミキシング作業をピンポンされる素材となる複数トラックに対して施してからまとめ先へ録音する場合もある。
また、実際のトラック数に余裕がある場合でも、ミキシング時の作業効率緩和や作業しているコンソールの入力トラック節約やDAWなどの場合には演算処理する際のCPUにかける負荷軽減のためにもピンポン作業が行われる事がある。これと似た作業にSTEMミックス作成というものがあるが、その場合は何らかの負荷軽減などが目的ではなく、最終ミキシングをいくつかのグループに分けた形でピンポン時同様のルーティングを用意し、最終ミキシングバランスの中からある特定のグループに属する音声トラックを持ち上げたりカットしたりする用途のために映画向けやコンサート会場での利用向けなどに作成される作業内容。この場合は最終ミキシングを終えた後でまとめ先を分けるだけの工程となる場合もある。
以上の事から、ピンポンとミキシング作業はほぼ同じ作業を含んでいるが、作業意図が明確に分かれているため最終音源を作成するミキシング作業とは区別されているか、その作業内における１つの工程として分類されている。

### クイーンの「ボヘミアン・ラプソディ」における作業例
当時のマルチトラック・レコーダーは2インチ・アナログ・テープで24トラックまで録音可能な機種が主流だったが、この楽曲のように１曲の中で様々な場面展開があり、その都度バッキング・ボーカルの数は尋常でないほどのオーバー・ダビング数となってきて、ベーシック・トラックであるピアノに2トラック、ベースに３トラック、ドラムスにはバスドラム、スネア、タム及びオーバーヘッド、ルームマイクの4トラック、ギター及びメイン・ボーカルなど、曲を通して記録されているトラック数が12ほどあり、それらは他の音と混ぜずに最終ミキシング段階まで単独トラックとして維持確保する必要性があった。そこで残った12トラック及びベーシック・トラックで演奏記録されていない部分の空きスペースや空きトラックを活用して、イントロや中間部分の多重バッキング・ボーカルやコーラス・セクションを24トラック内に収めてレコーディングしなければならない制約があった。数トラックに録音されたそれらのトラックから、ほぼ最終ミキシング時と同様の処理やバランス感覚でピンポンさせる先へまとめたいトラックからのミキシング作業を行い、任意の空きトラック先に数トラック分からの音声信号としてまとめた。その作業を数回繰り返して24トラック・レコーダーの許容範囲を超えたトラック数と同等のオーバー・ダビング数を収録し、構築された物となっている。

## 関連機材
- マルチトラック・レコーダー
- 録音再生機器